# انقلاب 1961 في الجزائر
انقلاب الجزائر (بالفرنسية: Putsch d'Alger)، المعروف أيضًا باسم انقلاب الجنرالات (Putsch des Généraux)، كان انقلابًا فاشلاً للإطاحة بـالرئيس الفرنسي شارل ديجول (70) وتشكيل مجلس عسكري معادٍ للشيوعية. نظم الانقلاب في الجزائر تحت الاحتلال الفرنسي جنرالات الجيش الفرنسي المتقاعدون موريس شال (55 عامًا، قائد عام سابق في الجزائر تحت الاحتلال الفرنسي) وإدموند جوهوود (56 عامًا، مفتش عام سابق في القوات الجوية الفرنسية) وأندريه زيلر (63 عامًا، رئيس أركان سابق لـالقوات البرية الفرنسية) وراؤول سالان (61 عامًا، قائد عام سابق في الجزائر تحت الاحتلال الفرنسي)، ووقع الانقلاب مساء يوم 21 أبريل حتى 26 أبريل 1961 أثناء الثورة الجزائرية (1954–1962).
كان منظمو الانقلاب معارضين للمفاوضات السرية التي بدأتها حكومة رئيس الوزراء الفرنسي ميشال دوبريه مع جبهة التحرير الوطني (FLN) المعادية للاستعمار. وذكر الجنرال راؤول سالان أنه انضم إلى الانقلاب دون شغل نفسه بالتخطيط الفني له، ومع ذلك، كان يُنظر له دائمًا على أنه انقلاب من أربعة رجال، أو كما وصفه ديجول، «المجموعة الرباعية من الجنرالات المتقاعدين» (un quarteron de généraux en retraite).
كان المقرر تنفيذ الانقلاب على مرحلتين: تأكيد فرض السيطرة على مدن الجزائر تحت الاحتلال الفرنسي الرئيسية الجزائر ووهران وقسنطينة، يتبعه الاستيلاء على باريس. ويقود العملية في المدن الكولونيل أنطوان أرغود، مع هبوط جنود المظلات في المطارات الإستراتيجية. ولكن، رفض قادة الجيش في وهران وقسنطينة تلبية طلب شال بالانضمام إلى الانقلاب. وفي الوقت ذاته، وصلت معلومات عن المرحلة الخاصة بالمدن إلى رئيس الوزراء دوبريه من إدارة المخابرات.
في 22 أبريل، تم حظر جميع الرحلات الجوية والإنزالات في مطارات باريس، وصدر الأمر للجيش بمقاومة الانقلاب «بكل الطرق الممكنة». وفي اليوم التالي، ألقى الرئيس شارل ديجول خطبة مشهورة على شاشة التلفزيون، مرتديًا زيه العسكري القديم عندما كان جنرالاً في فترة الأربعينيات (كان عمره 71 عامًا وتقاعد منذ زمن من الجيش) وطلب من الشعب الفرنسي والجيش مساعدته.

## ظروف الانقلاب
صوّت الفرنسيون لصالح مفاوضات تقرير مصير الجزائر تحت الاحتلال الفرنسي خلال استفتاء 8 يناير 1961 الذي أثار جدلاً ونظم في فرنسا الحضرية. وكان نص الاستفتاء «هل توافق على مشروع القانون المقدم من رئيس الجمهورية إلى الشعب الفرنسي بشأن حق الشعب الجزائري في تقرير مصيره وتنظيم السلطة العامة في الجزائر قبل تقرير المصير».
سمح للمواطنين الفرنسيين الذي يعيشون في الخارج أو يخدمون في الجيش بالخارج بالتصويت، وكذلك جميع الجزائريين البالغين، المسلمين والأوروبيين، في كلية انتخابية واحدة. وبالنيابة عن الحكومة المؤقتة للجمهورية الجزائرية (الذراع السياسي لجبهة التحرير الوطني)، دعا فرحات عباس إلى مقاطعة الاستفتاء، مثلما فعل ستة عشر جنرالاً فرنسيًا متقاعدًا وفصائل في مجتمع الأقدام السوداء (المستعمرين الفرنسيين) المعارضين للاستقلال. وامتنع عن التصويت إجمالي أربعة أشخاص من كل عشرة في فرنسا والجزائر يحق لهم التصويت.
بعد الإعلان عن نتيجة الاستفتاء، شرعت حكومة مايكل دوبريه في إجراء مفاوضات سرية مع الحكومة المؤقتة للجمهورية الجزائرية (GPRA). وفي 25 يناير 1961، قام الكولونيل أنطوان أرغود بزيارة لرئيس الوزراء دوبريه وهدده بالقيام بانقلاب يقوده «المجلس العسكري للكولونيل»; ولم يكن الجيش الفرنسي ميالاً بأي حال لترك الأقاليم الجزائرية الفرنسية التي أقيمت في عام 1848 بعد احتلال عام 1830 تنال استقلالها.

## التسلسل الزمني
في 22 أبريل 1961، سيطر الجنرالات المتقاعدون موريس شال وأندريه زيلر وراؤول سالان، بمساعدة أنطوان أرغود وجون جارديس والمدنيين جوزيف أورتيز وجون جاك سوسيني (الذي سيشكل منظمة الجيش السري(OAS) الإرهابية) على الجزائر. وانتقد الجنرال شال ما رآه خيانة وكذبًا من الحكومة على المستوطنين في الجزائر تحت الاحتلال الفرنسي والمسلمين الموالين الذين وثقوا بها.
أثناء المساء، نجح فوج المظليين الأجانب الأول (1e REP)، المكون من ألف رجل ويرأسه هيلي دي سان مارك في السيطرة على جميع النقاط الإستراتيجية في الجزائر في ثلاث ساعات. وكانت الوحدات المشتركة مباشرةً في الانقلاب هي الفوج الأول والثاني للمظليين الأجانب والفوجين الرابع عشر والثامن عشر من القناصين المظليين. وقد شكلوا معًا وحدات خاصة من الفرق المحمولة جوًا في الجيش الفرنسي. في البداية، كانت هناك وعود بالدعم من أفواج أخرى (فرقة الفرسان 27 والمشاة 94 والقناصين الجزائريين 7 والعديد من وحدات الفرسان البحرية)، ولكن يبدو أن هذه الوعود عكست آراء كبار الضباط فقط ولم تكن هناك مشاركة فعلية.
شكل رئيس شرطة باريس، موريس بابون ومدير الأمن الوطني خلية أزمة في إحدى غرف المسرح الفرنسي، حيث كان يحضر شارل ديجول عرضًا لمسرحية راسين بريتانيكوس (Britannicus). وقد أبلغ الرئيس في الفاصل عن الانقلاب عن طريق جاك فوكار، السكرتير العام للشؤون الإفريقية والمالاغازية وأقرب مساعد له والمسؤول عن العمليات السرية.
استيقظ الشعب الجزائري الساعة السابعة صباحًا يوم 22 أبريل على صوت قراءة رسالة في الراديو: «فرض الجيش سيطرته على الجزائر والصحراء الكبرى». وأمر جنرالات الانقلاب الثلاثة شال وجوهوود وزيلر بإلقاء القبض على المندوب العام للحكومة جون مورين، وكذلك وزير المواصلات العامة في الحكومة الوطنية روبرت بورن الذي كان في زيارة إلى الجزائر وقتها والعديد من أصحاب المناصب المدنية والعسكرية. ووضعت العديد من الأفواج نفسها تحت أمر الجنرالات الثوريين.
ألقي القبض على الجنرال جاك فور وستة ضباط آخرين والعديد من المدنيين في آن واحد في باريس. وفي الساعة الخامسة مساءً، أثناء انعقاد مجلس الوزراء، أعلن شارل ديجول: «أيها السادة، ما الخطير في هذا الأمر؟ أكونه غير خطير». وأعلن بعد ذلك حالة الطوارئ في الجزائر، ودعت الأحزاب اليسارية ونقابة العمال الشيوعيين الكنفدرالية العامة للشغل (CGT) والداعم الاشتراكي الرابطة الفرنسية لحقوق الإنسان غير الحكومية (LDH, Human Rights League) إلى التظاهر ضد الانقلاب العسكري.
في اليوم التالي، الأحد الموافق 23 أبريل، وصل الجنرال سالان من أسبانيا ورفض تسليح النشطاء المدنيين. وفي الساعة الثامنة مساءً، ظهر الجنرال ديجول في زيه العسكري على التلفزيون داعيًا الجيش والشعب الفرنسي في فرنسا أو الجزائر إلى معارضة الانقلاب
وبسبب انتشار الاختراع الحديث، الراديو الترانزستور، سمع نداء ديجول الجنود المجندون، الذين رفضوا جميعًا تلبية نداء الجنود المحترفين بالعصيان. ولاقى الانقلاب معارضة واسعة الانتشار، غالبًا في شكل مقاومة مدنية، بما فيها إضراب عام لمدة ساعة دعت إليه النقابات العمالية اليوم التالي لبث بيان ديجول.
في يوم الثلاثاء الموافق 25 أبريل، أمرت السلطات الفرنسية في باريس بتفجير القنبلة النووية اليربوع الأخضر (حرفيًا "الجربوع الأخضر") في الصحراء الكبرى كجزء من برنامج التجارب المقرر. ويبدو أن التجربة لم تتأثر بالانقلاب. وتم تفجير قنبلة اليربوع الأخضر في تمام الساعة 05:6 صباحًا.
تراجعت الوحدات العسكرية القليلة التي تبعت الجنرالات تدريجيًا. علاوة على ذلك، سلّم الجنرال شال نفسه للسلطات في 26 أبريل، وتم ترحيله فورًا إلى فرنسا. وتمت مقاومة الانقلاب بنجاح، ولكن احتفظ ديجول بالمادة 16 التي تمنحه سلطات كاملة واستثنائية لمدة خمسة أشهر. «معركة الترانزستور» - كما أطلقت عليها الصحافة - فاز بها ديجول يقينًا وبسرعة.

## الخسائر البشرية
كانت حالة الوفاة المعروفة الوحيدة للرقيب في الجيش الفرنسي بيتر برايت، الذي لقي مصرعه على يد الانقلابيين خلال دفاعه عن جهاز الإرسال اللاسلكي في بلدية أولاد فايت بالجزائر. كان برايت في طريقه إلى الوحدة العسكرية الثالثة للنقيب إستوب في فوج المظليين الأجانب الأول حين أطلق النار عليه جندي في الفيلق.

## المحاكمات والعفو العام
أصدرت محكمة عسكرية حكمها على شال وأندريه زيلر بالسجن لمدة خمسة عشر سنة. ومع ذلك، حصلوا على العفو العام واستعادوا رتبهم العسكرية بعد خمس سنوات. بينما لاذ راؤول سالان وجوهوود بالفرار. وحكم على سالان بـالإعدام غيابيًا (لاحقًا استبدل بالسجن مدى الحياة) كما تم الحكم على جوهوود. وبعد ذلك، أسس سالان وآخرون منظمة الجيش السري (OAS)، وهي منظمة شبه عسكرية منشقة حاولت إيقاف عملية اتفاقيات إيفيان المستمرة في أبريل 1962 لاستقلال الأراضي الجزائرية تحت الاحتلال الفرنسي. وسمح قانون 1968 الذي منح العفو العام في شهر يوليو وقانون 24 نوفمبر 1982 بإعادة انضمام الجنرالات الذين ما زالوا على قيد الحياة إلى الجيش. وقد استفاد راؤول سالان وإدموند جوهوود وستة جنرالات آخرون من ذلك القانون.

## خلاف حول ادعاءات سي آي إيه وبي إن دي
كانت هناك ادعاءات في فرنسا، كشفت أولاً في صحف اشتراكية، ثم في صحيفة لو موند، بأن أفرادًا في وكالة المخابرات المركزية (CIA) ساندوا الانقلاب. ولكن، اكتشف لاحقًا أن هذا الادعاء كان قائمًا على مستندات مزورة دستها الاستخبارات السوفيتية (KGB) في عدة صحف. وقد أيد المؤرخ البريطاني أليستير هورن ادعاء أن دعم وكالة المخابرات المركزية للانقلاب كان «إشاعة كاذبة أطلقتها الصحافة الشيوعية.» وقبل حدوث انقلاب الجزائر بيومين فقط، نظمت وكالة المخابرات المركزية انقلابًا فاشلاً في كوبا ضد قائدها فيدل كاسترو، الذي عرف باسم غزو خليج الخنازير. وبغض النظر عن ذلك، فلم تدعم وكالة المخابرات المركزية محاولة الانقلاب التي قام بها شال واتصل الرئيس الأمريكي جون إف كينيدي بديجول وأكد له دعمه له، إلى جانب المساعدة العسكرية إذا لزم الأمر ولكن الرئيس ديجول رفض مساعدة كينيدي.
زعم الصحفي الفرنسي باتريك بينو أيضًا أن الجنرالات الفرنسيين حظوا بدعم رئيس دائرة الاستخبارات الاتحادية الألمانية (إدارة الاستخبارات الاتحادية في ألمانيا الغربية) راينهارد جيلن.
ادعى الجنرال شال دائمًا أنه لم يتواصل مع أي دول أجنبية بهذا الشأن.